# Quintette à vent no 1 de Françaix
Pour les articles homonymes, voir Quintette à vent (homonymie).
Le Quintette à vent no 1 est une œuvre de musique de chambre pour quintette à vent de Jean Françaix composée en 1948.

## Présentation
Le Quintette à vent no 1 de Jean Françaix, en mi majeur, est composé en 1948 à la demande du corniste Louis Courtinat et à destination du Quintette à vent de l'Orchestre national de la Radiodiffusion française, dont il faisait partie. La partition est dédiée au Quintette, constitué, aux côtés de Louis Courtinat, de Fernand Dufrène à la flûte, Maurice Cliquennois à la clarinette, Jules Goetgheluck au hautbois et René Plessier au basson,.

## Structure
La pièce est constituée de quatre mouvements : 
1. Andante tranquillo — Allegro assai, mouvement qui commence par une introduction (Andante tranquillo) dont le thème est exposé au cor, « avant que cet exorde s’enchaîne à un Allegro, débauche de virtuosité[1] » ;
2. Presto, scherzo « très vif, traité symphoniquement[1] » ;
3. Tema con variazioni, mouvement « particulièrement digne d'attention[2] » pour François-René Tranchefort, où le thème, Andante, est le germe de cinq variations « formellement propices à tous les jeux d'alliage sonore[2] » ;
4. Tempo di marcia francese, final « assez époustouflant[1] », « sur un motif lancinant que chacun s'approprie, tandis que « fusent » les accompagnements [...]. L'interpellation éclatante du cor avant que chacun ne vienne boucler son tour de piste, en laissant passer un coucou allusif, conclut cette partition lumineuse de la maturité du compositeur qui s'abandonne totalement à des fantaisies acrobatiques et spirituelles[3] ».

## Analyse
« Le Quintette à vents no 1 de Jean Françaix s’ouvre sur une mélodie à la flûte et au hautbois, soutenue par une basse continue. La basse se développe dans la même énergie la majeure partie de la pièce, contrairement à la mélodie qui, changeante, s’agite puis semble hésiter. L’œuvre est un beau témoignage des infinies possibilités qu’offrent la famille des instruments à vents. »
Pour François-René Tranchefort, dans la partition, « la combinaison de la flûte, du hautbois, de la clarinette, du basson et d'un cor donne lieu à des démonstrations d'une virtuosité étourdissante, en une écriture d'une aisance absolue ».
La pièce est publiée aux éditions Schott.

## Enregistrements
Il existe de nombreux enregistrements de cette œuvre réalisés par les grands quintettes à vent mondiaux, notamment :
- Francis Poulenc, Jean Françaix : Sextuor (avec Jean Françaix au piano) / Quintette, avec le Quintette à vent de l'Orchestre National de la Radiodiffusion française, enregistré en 1951 (Pathé, 1953) (BNF 38254345), Grand Prix de l'Académie du Disque français en 1954[7] (rééd. chez Forgotten Records) ;
- Jean Françaix: Quintets, Quartet, Divertissement, Bergen Woodwind Quintet, BIS Records SACD-2008, 2012[8].